# Sergio Hernández (Rennfahrer)

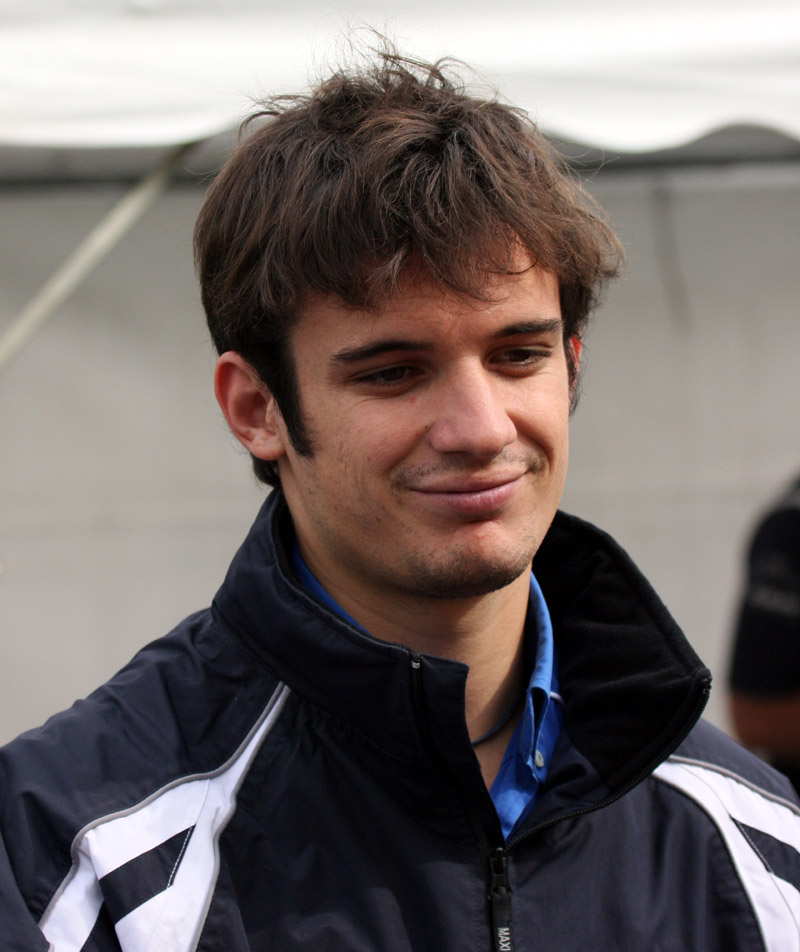
Sergio Hernández während des japanischen Rennens der WTCC 2008

Sergio Hernández von Reckowski (* 6. Dezember 1983 in Xàbia) ist ein spanischer Rennfahrer.

## Karriere
1998 begann Hernández seine Karriere im Kartsport und wechselte 2001 in den Formelsport. Er startete in der iberischen Formel BMW und belegte Platz acht in der Gesamtwertung. 2002 nahm der Spanier für Azteca Motorsport startend an der spanischen Formel 3 teil und wurde Neunter der Gesamtwertung. Im folgenden Jahr blieb er bei Azteca Motorsport in der spanischen Formel 3 und verbesserte sich auf den Siebenten Gesamtrang. Außerdem fuhr er einige Rennen in der World Series Light und der B-Kasse der britischen Formel 3, in der er Platz acht in der Gesamtwertung belegte. 2004 wechselte Hernández zu Campos Grand Prix und startete erneut in der spanischen Formel 3. Im dritten Anlauf sicherte er sich den sechsten Platz in der Gesamtwertung. Zusätzlich fuhr er eine halbe Saison in der World Series by Nissan und wurde für Saulnier Racing startend 15. in der Gesamtwertung.
2005 wechselte Hernández in die neugegründete GP2-Serie. Er fuhr, wie schon in der Formel 3, für Campos Grand Prix und erreichte mit drei Punkten den 20. Platz in der Gesamtwertung. 2006 blieb Hernández in der GP2-Serie und wechselte zu Durango. Am Ende der Saison belegte er den 23. Platz im Gesamtklassement. Er holte wie schon im Jahr zuvor drei Punkte. 2007 nahm Hernández für Trident Racing startend nur am letzten Saisonwochenende der GP2-Serie teil.

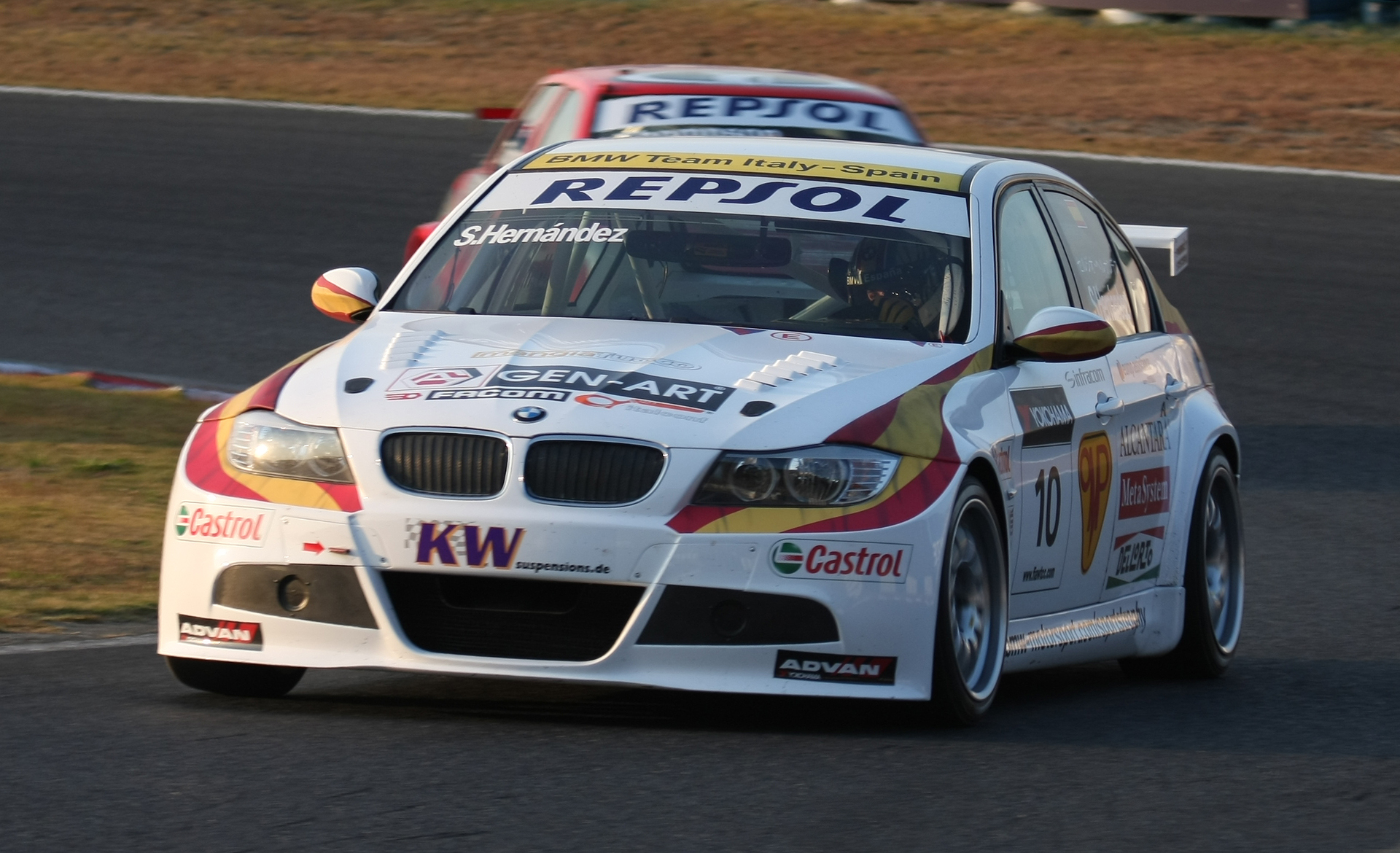
Hernández in der WTCC 2009

In diesem Jahr war Hernández für Proteam Motorsport in der WTCC aktiv und wurde 20. in der Gesamtwertung. Außerdem fuhr er eine halbe Saison in der GT2-Klasse der Le Mans Series. 2008 blieb Hernández in der WTCC bei Proteam Motorsport. Am Saisonende belegte Hernández mit neun Punkten den sechzehnten Platz in der Gesamtwertung. Außerdem gewann er die sogenannte Independents' Trophy. 2009 startete er für das BMW Team Italy-Spain und belegte den 11. Gesamtrang. Dabei konnte er, nachdem sein Teamkollege Alessandro Zanardi das erste Rennen gewonnen hatte, das zweite Rennen in Brünn für sich entscheiden. Da das BMW Team Italy-Spain in der Saison 2010 nicht mehr antrat, wechselte Hernández zurück zu Proteam Motorsport. Sein Teamkollege wurde Stefano d’Aste.

## Karrierestationen
- 1998–2000: Kartsport
- 2001: Iberische Formel BMW (Platz 8)
- 2002: Spanische Formel 3 (Platz 9)
- 2003: Spanische Formel 3 (Platz 7)
- 2004: Spanische Formel 3 (Platz 6)
- 2005: GP2-Serie (Platz 20)
- 2006: GP2-Serie (Platz 23)
- 2007: WTCC (Platz 20); GP2-Serie
- 2008: WTCC (Platz 16)
- 2009: WTCC (Platz 11)
- 2010: WTCC